# 巴维耶
巴维耶（法語：Bavilliers，法語發音：[bavije]）是法国勃艮第-弗朗什-孔泰大区贝尔福地区省的一个市镇，位于该省中西部，贝尔福市区西南，属于大贝尔福城市圈公共社区。该市镇的总面积为4.8平方公里，海拔在258至433米之间，2017年时的人口为4838人。

## 地名
该地名“Bavilliers”发音为[bavije]而非[bavilje]，《世界地名翻译大辞典》与《世界地名译名词典》将其误译作“巴维利耶”。

## 地理
巴维耶（47°37'10"N, 6°49'50"E）面积4.8 平方千米，位于法国勃艮第-弗朗什-孔泰大區贝尔福地区省，该省份为法国东北部内陆省份，东临上莱茵省，北起孚日省，西接上索恩省，南与杜省和瑞士接壤。
与巴维耶接壤的市镇（或旧市镇、城区）包括：当茹坦、贝尔福、埃塞尔、于尔瑟雷、阿尔日耶桑、昂代尔南。
巴维耶的时区为UTC+01:00、UTC+02:00（夏令时）。

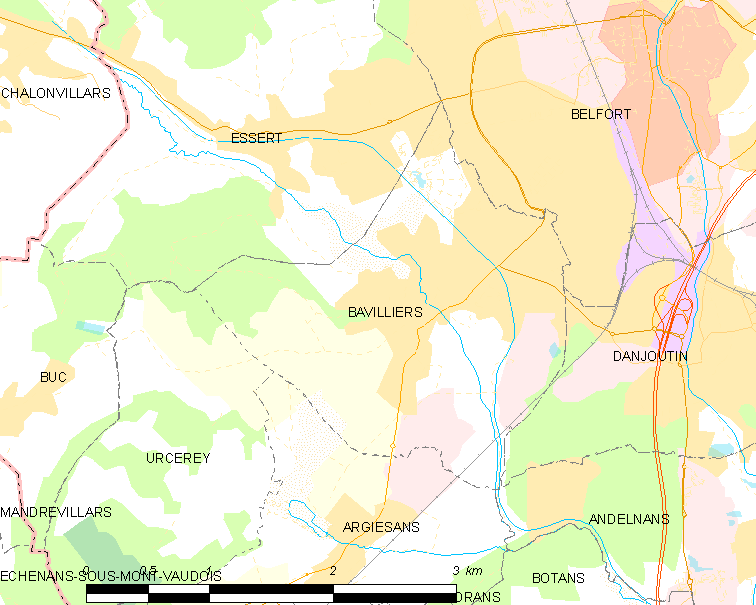
巴维耶的OSM定位图

## 行政
巴维耶的邮政编码为90800，INSEE市镇编码为90008。

## 政治
巴维耶所属的省级选区为巴维耶县。

## 人口

1962-2008年间巴维耶人口变化图示

巴维耶于2022年1月1日时的人口数量为4641人。